# 里昂站
里昂站（英語：Lyon Station）是一座位於加拿大安大略省渥太華的輕鐵車站，是渥太華輕鐵1號線和建設中的3號線的途徑車站。

## 位置
本站1號線站台設立於皇后街与里昂街（Lyon Street）交界处。

## 車站結構
本車站為地下車站，侧式站台設計。

## 站內藝術
本站內包含兩件藝術品：由麗莎·拉波特（Lisa Rapoport）領導的植物建築師小組（PLANT Architect）所設計的位於車站大廳的雕塑「言語作爲行動」（With Words as their Actions），以及由傑夫·麥克菲特里奇（Geoff McFetridge）所繪製的壁畫「依靠積極思考的圖像」（英語：This Image Relies on Positive Thinking）。
此外在2017年7月14日至9月16日期間，爲慶祝加拿大150週年國慶，當時仍未建造完成的車站內亦舉辦了燈光音樂秀「康蒂努姆」（英語：Kontinuum）。

## 車站結構
| 地面層          | 街道                        | 出入口                 |
| 地下一層        | 維爾廣場                    | 出入口                 |
| 地下二層 站廳層 | 站廳                        | 自動售票機、進出站閘機 |
| 地下三層 站台層 | 側式站台，右側開門          | 側式站台，右側開門     |
| 地下三層 站台層 | 1 1號線往特尼牧場（皮米西） |                        |
| 地下三層 站台層 | 1 1號線往布萊爾（國會）     |                        |
| 地下三層 站台層 | 側式站台，右側開門          |                        |

## 出口
| 北出口（地面） | 皇后街     | 加拿大國家圖書館暨檔案館 加拿大最高法院 士柏士街 憲法廣場 維爾廣場 | C等候站： 15 17 Para STO                                                 |  |
| 北出口（地下） | 皇后街     | 加拿大國家圖書館暨檔案館 加拿大最高法院 士柏士街 憲法廣場 維爾廣場 | C等候站： 15 17 Para STO                                                 |  |
| 南出口         | 里昂街（Lyon St） | 加拿大國家圖書館暨檔案館 加拿大最高法院 士柏士街 憲法廣場 維爾廣場 | A等候站： 10 15 16 17 N 57 N 61 N 75 R 1 B等候站： 16 N 57 N 61 N 75 R 1 |  |
| 註： 設有      |            |                                                                    |                                                                          |  |

## 外部鏈接
- 站臺網站（英文） （页面存档备份，存于）